# Senad Begović
Pour les articles homonymes, voir Begović.
Senad Begović, né le 13 décembre 1969, à Sarajevo, en république fédérative socialiste de Yougoslavie, est un ancien joueur de basket-ball bosnien.